# 安倍村
安倍村（あべむら）は奈良県北西部、磯城郡に属していた村。現在は桜井市の南部。

## 歴史
- 1889年（明治22年）4月1日 - 町村制の施行により、十市郡生田村, 阿部村, 橋本村, 池ノ内村, 山田村, 高家村, 高田村が合併し安倍村が成立。
- 1897年（明治30年）4月1日 - 所属郡が磯城郡に変更。
- 1954年（昭和29年）3月3日 - 多武峰村、朝倉村とともに桜井町に編入され、消滅。